# Râul Catargiu
Râul Catargiu este un curs de apă, afluent al râului Jijioara. 